# Kamińsko (województwo śląskie)
Kamińsko – wieś w Polsce położona w województwie śląskim, w powiecie kłobuckim, w gminie Przystajń.
| SIMC    | Nazwa   | Rodzaj     |
| ------- | ------- | ---------- |
| 0143805 | Kluczno | przysiółek |

W okresie międzywojennym w miejscowości stacjonowała placówka Straży Celnej „Kamińsko”, a po przekształceniach placówka Straży Granicznej I linii „Kamińsko”.
W latach 1975–1998 miejscowość administracyjnie należała do województwa częstochowskiego.

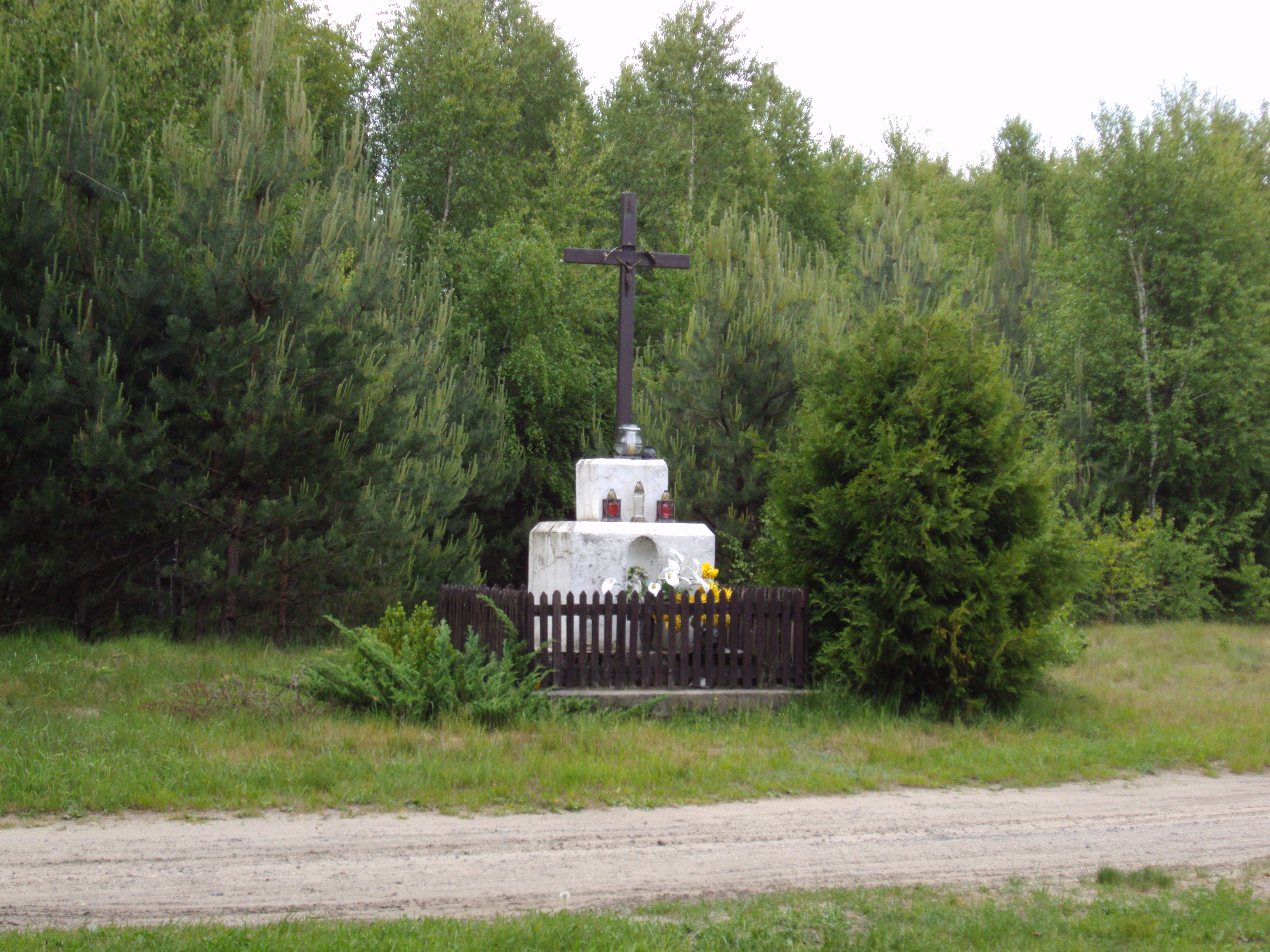
Kamińsko. Przydrożna kapliczka.

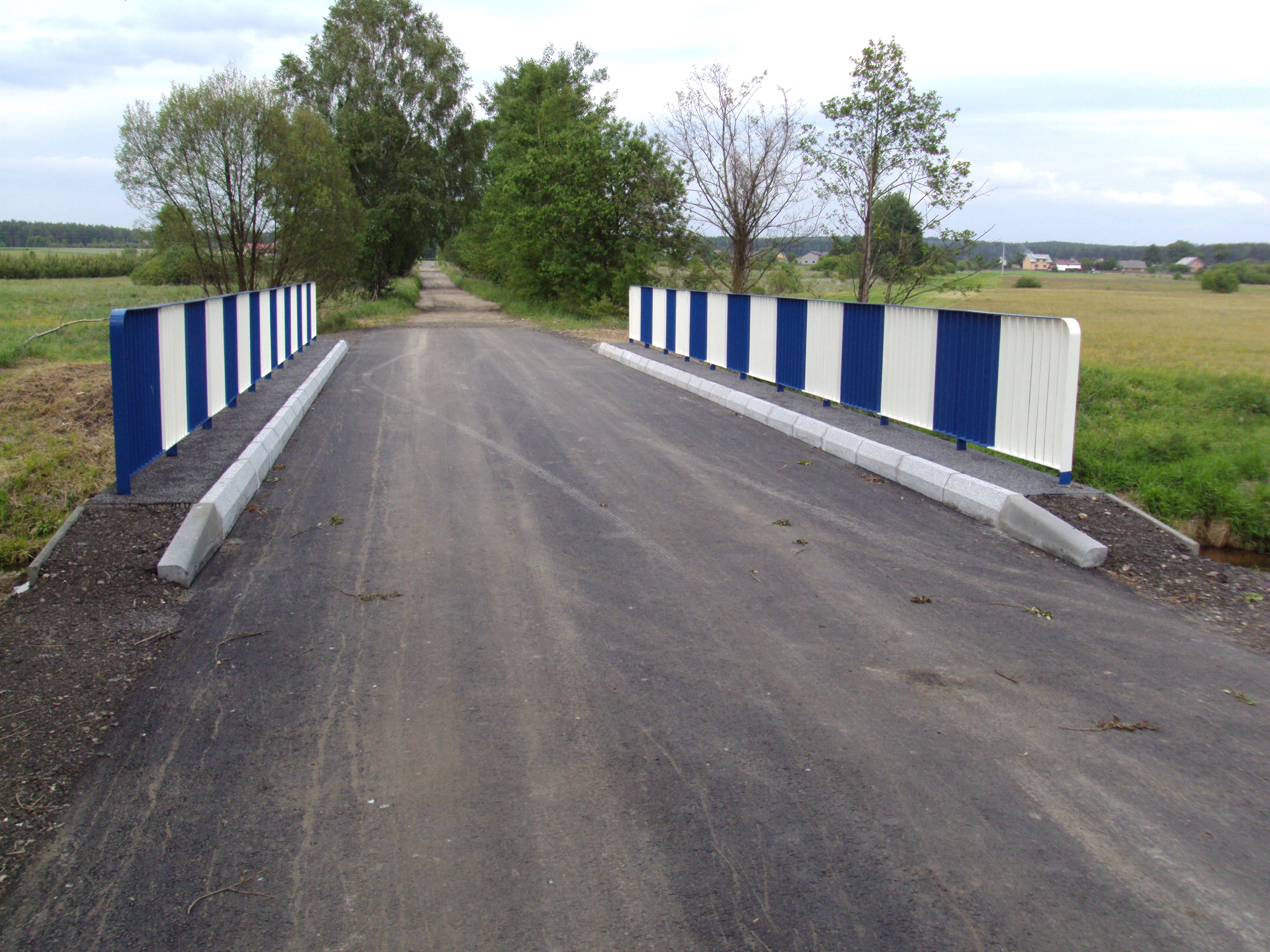
Kamińsko - most na cieku Liswarta